# 80×15-webknop
|                                                           |  |  |
| De twee officiële knoppen van Wikipedia uit 2004 en 2008. |  |  |

De 80×15-webknop (ook bekend als antipixelknop of brilliant-knop) was gemaakt als een manier om webstandaarden zoals CSS, XML en RSS, producten of inhoudlicenties in begin jaren nul van het World Wide Web op websites te promoten. In latere jaren werd het ook gebruikt als een vorm van userbar op internetfora. Het is een vorm van artistieke expressie die veel informatie kan overbrengen in een kleine ruimte. De meest voorkomende bestandsformaten zijn GIF en PNG, die transparantie en animatie mogelijk maakten.

## Oorsprong
De voorganger kan gezien worden als de 88×31-webknop uit midden jaren 90. De maker van de 80×15-webknop is Jeremy Hedley. Het eerste gebruik ervan werd op 22 oktober 2002 gepost in een artikel met de naam "Steal these buttons".
De 80×15-webknop werd begin jaren nul populair, vooral onder bloggers en webontwikkelaars. Dit formaat webknop is gepopulariseerd door de website gtmcknight.com.

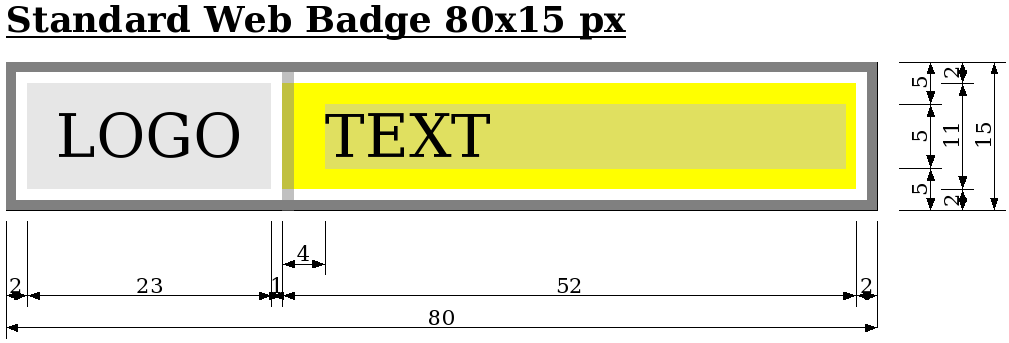
Specificatie voor de lay-out.

## Gebruik
De 80×15-webknop wordt voor verschillende doeleinden gebruikt, zoals het doorlinken naar andere websites, het tonen van persoonlijke voorkeuren, het tonen van steun aan doelen of bewegingen, of het uiten van meningen of humor. De 80×15-webknop kan ook worden aangepast met verschillende kleuren, tekst, afbeeldingen en randen. Het meest gebruikte lettertype is Silkscreen gemaakt door Jason Kottke.
De specificaties van de 80×15-webknop zijn eenvoudig: het is een afbeelding van 80 pixels breed en 15 pixels hoog, meestal in GIF- of PNG-indeling. Het heeft meestal een afbeelding aan de linkerkant en wat tekst aan de rechterkant, met behulp van het Silkscreen-lettertype of een vergelijkbaar lettertype. Het kan ook een buitenrand en een binnenrand hebben.

## Afname gebruik
Maar naarmate het webdesign evolueerde en geavanceerder werd, verloren deze knoppen geleidelijk aan hun aantrekkingskracht en relevantie. Ze werden vervangen door modernere en dynamischere elementen of helemaal weggelaten. Vanaf eind jaren nul worden deze knoppen vooral gezien als nostalgische overblijfselen van het vorige webtijdperk.